# درد (فلسفه)
درد (فلسفه)
درد (به انگلیسی: Pain) در مقابل خوشی (لذت) است. لذت و درد از عواطف و حالات اولیه انسان است. این حالات (بسیط) را نمی‌توان تعریف کرد، و فقط می‌توان، برای پرهیز از اشتباه و خلط و آمیزش آن دو با یکدیگر، آنها را توصیف کرد و خواصشان را ذکر نمود.

## ابن سینا
درد، ادراک و دست‌یابی به چیزی هست که نزد درک‌کننده آفت و شرّ است.

## دکارت
درد عبارت است از درک نقص و لذت عبارت است از درک کمال.

## ارسطو
تعریف ارسطو که هامیلتون و' استوارت میل' آن را تصحیح کرده‌اند: لذت نتیجه فعل موافق با طبیعت موجود زنده است، و درد نتیجه فعلی است که ضد طبیعت فاعل باشد. پس درد نتیجه عملی است که زائد بر قدرت فاعل، یا کمتر از قدرت فاعل است.

## میشل فوکو
در نظر فوکو، درد بربدنِ فیزیکی و اعماق قلب و اندیشه و اراده و امیال موثراست.

## فردریش نیچه
نیچه به ما توصیه می‌کند از درد و رنج خود شادمان باشیم، چون فقط درصورت پرهیز از درگیرشدن با آن می‌توان از آن فرار کرد، یعنی فقط هنگامی که خود را از سختی‌ای جدا کنیم که حتی جزء جدایی‌ناپذیرِ آرام‌ترین وجود انسانی است.

## درد بر دو نوع است
درد جسمانی و درد نفسانی. درد جسمانی ناشی از احساسات جسمانی است که منشأ آنها محدود و معین است، مانند سوختن دست، درد نفسانی، (درد درونی) از تأثیر[امیال، افکار، عقاید و آراء به وجود می‌آید. مانند کسی که می‌خواهد در امتحان شرکت کند و می‌ترسد که موفق نشود، یا کسی که از شنیدن خبر فوت دوستش اندوهگین می‌شود.
از خصوصیات درد جسمانی این است که در بدن پراکنده می‌شود، به نحوی که نمی‌توان مبدأ آن را شناخت، در این حالت به عنوان رنج و تعب و اضطراب توصیف می‌شود.
و از خواص درد نفسانی این است که گاهی چنان شدید می‌شود که به مرحله انفعال و هیجان می‌رسد و در این حالت با عناوینی از قبیل حزن، اندوه، دلتنگی، افسردگی، غم، سوز و گداز، بی‌قراری و سختی تعبیر می‌شود.
بعضی فیلسوفان بین درد جسمانی و درد نفسانی تفاوت قائل نیستند، مگر اینکه تفاوت آنها را در شرایط خاص هر یک از آنها می‌دانند. زیرا طبیعت انسانی در نظر آنان یک کل واحد است.